# 福永俊介
福永 俊介（ふくなが しゅんすけ、1970年6月8日 - ）は、札幌テレビ放送（STV）のアナウンサー、編成局アナウンス担当部次長。東京都北区出身。血液型A型。

## 来歴・人物
早稲田大学本庄高等学院、早稲田大学法学部卒業後、1993年入社。STVラジオ『船守さちこのスーパーランキング』や『福永俊介のアタックヤング』のパーソナリティとして人気を博し、明石英一郎や木村洋二の路線を引き継ぐタレント性の高いアナウンサーとして活動した。その後はSTVの看板番組である『どさんこワイド』のメインキャスターに就任した。
映画『パコダテ人』で俳優デビューもしている。
愛称は、ヤング専科放送時は「福介（ふくすけ）」であったが、その後の番組で「福ちゃん」と呼ばれ、最終的にそれが定着した。

## 現在の出演番組

### テレビ
- 『どさんこワイド179』- メインキャスター

### ラジオ
なし

## 過去の出演番組

### テレビ
- 『アナ斬りっ』
- 『Sな福ぶくろ』
- 『D（どさんこ）スポーツ』
- 『火曜サスペンス劇場』「北ホテル」シリーズ
- 『アナ撮りっ!』
- 『ズームイン!!サタデー』
- 『洋二の部屋 '18-19 ～継承～』
- 『福永ブラウン』

### ラジオ
- 『福永俊介のアタックヤング』（第1期と第2期に分かれている）
- 『アタヤンPUSH!』
- 『船守さちこのスーパーランキング』
- 『福永俊介のホットラインまっちょ』
- 『福永俊介のスーパーランキング』
- 『おすぎと俊介の普通じゃナイト』
- 『STVラジオ・ヤング専科』（新人時代に初めて担当した番組）
- 『福永俊介のぷくぷくメガネ』福永俊介のアタヤンの後継番組 （2007年10月7日 - 2008年3月30日）
- 『福永俊介のシルクな夜』
- 『ウイークエンドバラエティ 日高晤郎ショーフォーエバー』（2019年1月26日、吉川典雄アナウンサー欠席のためメインMC代行（8:00 - 11:00のみ））
- まるごと!エンタメ〜ション
  - ようじのぢかん 11月第1週（2022年11月7日 - 2022年11月11日）
  - ようじのぢかん 9月第2週（2023年9月11日 - 9月15日）
- MUSIC★J（2024年5月5日、パーソナリティである松崎真人の長期休養による特別ピンチヒッターとして）